# Baskets
Baskets est une comédie dramatique américaine en quarante épisodes de 22 minutes créée par Louis C.K., Zach Galifianakis et Jonathan Krisel, diffusée entre le 21 janvier 2016 et le 22 août 2019 sur FX.
En France, la série est disponible sur le service de streaming Fox Play depuis son lancement le 27 juin 2017 et est arrivée le 12 mars 2021 sur Disney+. Elle reste néanmoins inédite dans les autres pays francophones.

## Synopsis
Chip Baskets rêve de devenir clown professionnel mais, après des études ratées dans une grande école française de clown, il doit retourner dans sa ville natale et accepter un emploi de clown de rodéo.

## Distribution

### Acteurs principaux
- Zach Galifianakis (VF : Daniel Lafourcade) : Chip Baskets et Dale Baskets, deux frères jumeaux.
- Martha Kelly (en) (VF : Patricia Legrand) : Martha Brooks, amie de Chip.
- Louie Anderson (VF : Bernard Gabay) : Christine Baskets, mère de Chip et Dale.

### Acteurs récurrents
- Sabina Sciubba (en) (VF : Julie Dumas) : Penelope, femme de Chip.
- Ernest Adams (VF : Michel Paulin) : Eddie, patron du rodeo Buckaroo et employeur de Chip.
- Ellen D. Williams : Nicole Baskets, femme de Dale.
- Malia Pyles (VF : Joséphine Ropion) : Sarah Baskets, fille de Dale.
- Julia Rose Gruenberg : Crystal Baskets, fille de Dale.

- Adaptation française : Sylvie Abou-Isaac, Thibault Longuet et Olivier Jankovic.

 Source et légende : version française (VF) sur RS Doublage

## Production
Le 14 janvier 2014, FX annonce la commande d'un pilote écrit par Louis C.K. et Zach Galifianakis.
Le 27 août 2014, FX annonce la commande d'une première saison de dix épisodes.
Le 23 février 2016, la série est renouvelée pour une deuxième saison.
Le 9 mars 2017, la série est renouvelée pour une troisième saison.
Le 24 mai 2018, la série est renouvelée pour une quatrième saison, qui sera la dernière.

## Épisodes

### Première saison (2016)
Elle a été diffusée du 21 janvier au 24 mars 2016.
1. Je suis un clown ! (Renoir)
2. L'École de la vie (Trainee)
3. Le Coyote (Strays)
4. Joyeuses Pâques à Baskerfield (Easter in Bakersfield)
5. Oncle Chip (Uncle Dad)
6. Le Dîner avec les jumeaux DJ (DJ Twins)
7. Road Trip (Cowboys)
8. La Tarte au sucre (Sugar Pie)
9. Le Picnic (Picnic)
10. Portrait de famille (Family Portrait)

### Deuxième saison (2017)
Elle est diffusée depuis le 19 janvier 2017.
1. Freaks
2. Rêverie
3. Bail
4. Ronald Reagan Library
5. Fight
6. Marthager
7. Denver
8. Funeral
9. Yard Sale
10. Circus

### Troisième saison (2018)
Elle est diffusée depuis le 23 janvier 2018.
1. Wild Horses
2. Finding Eddie
3. Crash
4. A Night at the Opera
5. Sweat Equity
6. Thanksgiving
7. Women's Conference
8. Commercial
9. Basque-ets
10. New Year's Eve

### Quatrième saison (2019)
Elle est diffusée depuis le 13 juin 2019.
1. Cat People
2. Baby Chip
3. Homemakers
4. Affirmations
5. Denver Revisited
6. Common Room Wake
7. Housewarming
8. Grandma's Day
9. Mrs. Baskets Goes to Sacramento
10. Moving On

## Accueil

### Réception critique
La première saison est accueillie de façon plutôt positive par la critique. L'agrégateur de critiques Metacritic lui accorde une note de 68 sur 100, basée sur la moyenne de 33 critiques.
Sur le site Rotten Tomatoes, elle obtient une note moyenne de 70 %, sur la base de 40 critiques.
Pierre Langlais pour Télérama estime que le pilote « n'est pas drôle » et « décevant, malgré de belles images ».

### Audiences

#### Aux États-Unis
L'épisode pilote, diffusé le 21 janvier 2016, a réalisé une audience de 1,04 million de téléspectateurs avec un taux de 0,5 % sur les 18-49 ans lors de sa première diffusion. L'audience cumulée des trois premiers jours est de 1,75 million de téléspectateurs avec un taux de 0,8 % sur les 18-49 ans.
La première saison a réalisé une audience moyenne de 588 000 téléspectateurs avec un taux de 0,27 % sur les 18-49 ans lors de la première diffusion de chaque épisode.